# Thomas Sutton

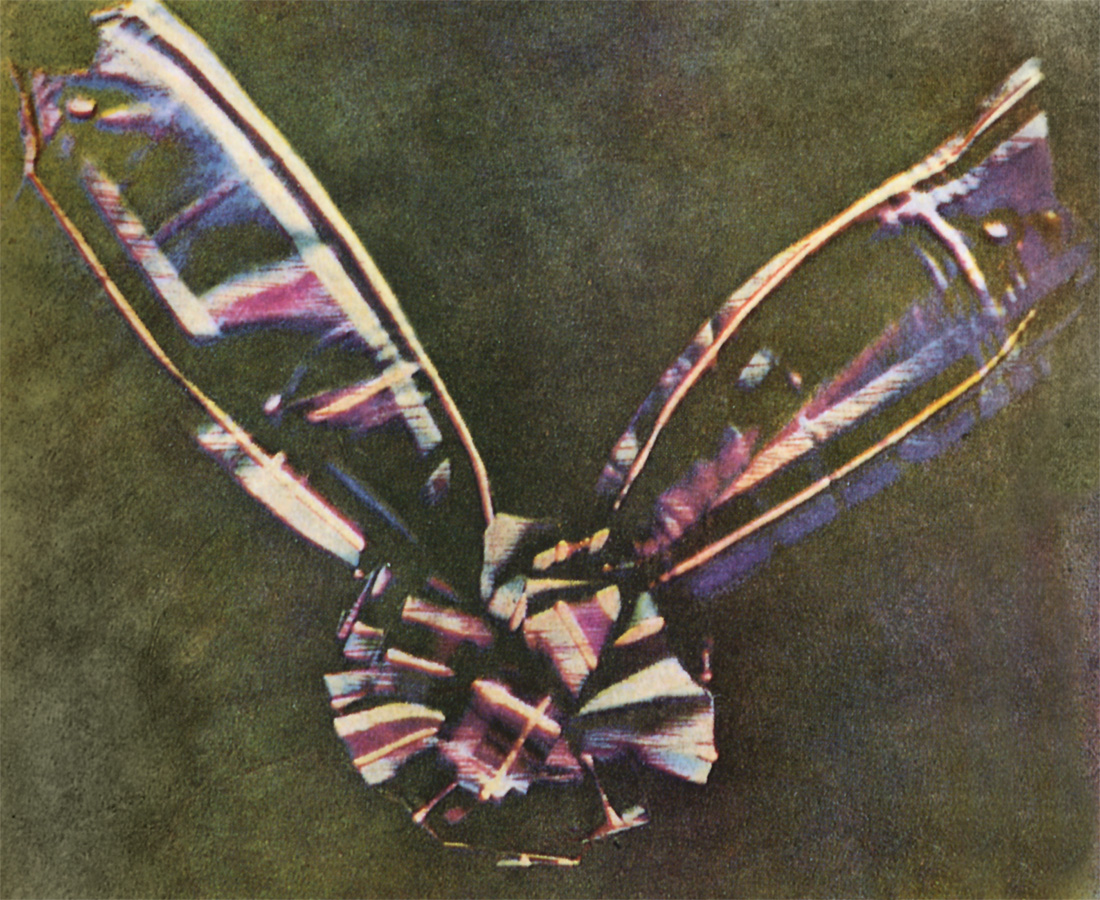
En 1861, siguiendo las instrucciones de James Clerk Maxwell, Sutton realizó lo que se considera la primera fotografía en color permanente. Fue realizada con tres negativos obtenidos con filtros de color azul, rojo y verde.

Thomas Sutton (22 de septiembre de 1819 -19 de marzo de 1875) fue un fotógrafo e inventor inglés.
Su interés por la fotografía comenzó tras ser fotografiado por Antoine Claudet en 1841, y fue este quien le asesoró en la materia. Tras licenciarse de Gonville y Caius College en 1846, con el patrocinio del príncipe Alberto abrió un estudio fotográfico en la isla de Jersey. En 1855, se asoció con Louis Désiré Blanquart-Evrard y juntos abrieron en la isla el Establishment for Permanent Positive Printing.
En 1861, siguiendo las instrucciones del físico James Clerk Maxwell, Sutton realizó lo que se considera la primera fotografía en color permanente. Un experimento mental, basado en el método que había propuesto Maxwell en 1855, que consistía en fotografiar un objeto (cinta de tartán) tres veces, cada vez con un filtro de color distinto (rojo, verde y azul-violeta). Tras revelar las tres fotografías, las imágenes fueron trasladadas a cristales y proyectadas en una pantalla con tres proyectores, cada uno equipado con el mismo filtro de color original. Al ser superpuestas en la pantalla, las tres imágenes formaban una sola imagen en color del objeto.

## Publicaciones
- Proofs of the Rules of Arithmetic
- Poinsot's Elements of Statics